# Lysakia rostrata
Lysakia rostrata – gatunek roślin z rodziny kapustowatych (Brassicaceae). Jest jedynym przedstawicielem monotypowego rodzaju Lysakia Esmailbegi & Al-Shehbaz. Występuje endemicznie w górach Elburs w północnym Iranie.
Nazwa naukowa rodzaju została nadana na cześć Martina Lysaka, czeskiego botanika urodzonego w 1973 r., w uznaniu jego wkładu w badania genetyczne rodziny kapustowatych.

## Morfologia
PokrójRoślina jednoroczna lub dwuletnia.
LiścieLiście odziomkowe skupione w rozetę, ząbkowane lub karbowane, o dłoniastym użyłkowaniu. Liście łodygowe ogonkowe, o klinowatej lub sercowatej nasadzie.
KwiatyZebrane w grono, wydłużające się w czasie owocowania. Kilka najniżej położonych kwiatów wspartych jest przysadkami. Działki kielicha podługowate, nietrwałe, podnoszące się. Płatki korony białe, odwrotnie lancetowate. Paznokieć krótszy od działek kielicha. Pręcików 6, z czego cztery silnie dłuższe. Zalążnia zawiera od 6 do 8 zalążków. Szyjka słupka o długości 1 mm, zakończona główkowatym, całobrzegim znamieniem.
OwoceRównowąskie, okrągłe na przekroju łuszczyny, pękające proksymalnie, zwężone do zakrzywionego dziobowatego wierzchołka, gładkie. Wewnętrzna przegroda kompletna. Nasiona położone w jednym rzędzie, nieoskrzydlone, wąsko podługowate, drobno prążkowane.
Gatunki podobneRośliny z rodzaju Parlatoria, od których różnią się trwałymi i nieczłonowanymi szypułkami, równowąskimi łuszczynkami, pękającymi proksymalnie, dziobowatymi wierzchołkowo, drobno prążkowanymi nasionami, a także obecnymi w dolnej części kwiatostanu przysadkami i liczbą zalążków w zalążni.

## Systematyka
Gatunek należy do monotypowego rodzaju Lysakia, zaliczanego do plemienia Thlaspideae w rodzinie kapustowatych Brassicaceae.